# Ariel Garcé
Ariel Hernán Garcé (Tandil, 14 de julho de 1979) é um ex-futebolista argentino.
Em 2006, cumpriu 6 meses de suspensão, impostos pela Federação Argentina, pelo uso de cocaína.